# Monomorphisme
Dans le cadre de l'algèbre générale ou de l'algèbre universelle, un monomorphisme est simplement un morphisme injectif.
Dans le cadre plus général de la théorie des catégories, un monomorphisme est un morphisme simplifiable à gauche, c'est-à-dire un morphisme {\displaystyle f\colon X\to Y} tel que pour tout {\displaystyle Z},
ou encore : l'application 
Les monomorphismes sont la généralisation aux catégories des fonctions injectives ; dans certaines catégories, les deux notions coïncident d'ailleurs. Mais les monomorphismes restent des objets plus généraux (voir l'exemple ci-dessous).
Le dual d'un monomorphisme est un épimorphisme (c'est-à-dire qu'un monomorphisme dans la catégorie C est un épimorphisme dans la catégorie duale Cop).

## Terminologie
Les termes consacrés monomorphisme et épimorphisme ont été originellement introduits par Bourbaki, qui utilisait monomorphisme comme raccourci pour désigner les fonctions injectives. Plus tard, les théoriciens des catégories ont donné de ces deux termes la définition ci-dessus, ce qui a causé quelques malentendus dans les cas où la nouvelle notion ne coïncidait pas avec l'ancienne. Saunders Mac Lane a tenté de remédier à la situation en redonnant à « monomorphisme » sa signification ensembliste antérieure, et en appelant « morphisme monique » la notion catégorique, mais ses choix ne sont pas entrés dans l'usage.

## Exemples
- Tout isomorphisme est un monomorphisme.

- Tout morphisme d'une catégorie concrète dont l'application sous-jacente est injective est un monomorphisme.

- Dans la catégorie des ensembles, la réciproque est vraie, et donc les monomorphismes sont exactement les injections[3]. La réciproque est également vraie dans la plupart des catégories usuelles, de par l'existence d'objets libres sur un générateur. En particulier, c'est vrai pour toute catégorie abélienne concrète, et également pour la catégorie des groupes[3] et celle des anneaux.

- En revanche, dans d'autres catégories concrètes, les monomorphismes ne sont pas nécessairement injectifs. Par exemple, dans la catégorie Div des groupes abéliens divisibles et des morphismes de groupes entre eux, il y a des monomorphismes qui ne sont pas injectifs : considérer l'application quotient f : Q → Q/Z. Elle n'est pas injective ; cependant, c'est un monomorphisme de cette catégorie[4],[5]. En effet, si f ∘ g1 = f ∘ g2 pour deux morphismes g1, g2 : G → Q où G est un groupe abélien divisible alors f ∘ h = 0 où h = g1 – g2 (ce qui a un sens dans une catégorie additive). Cela signifie que le groupe (divisible) im(h) est inclus dans Z donc trivial, autrement dit : h = 0, donc g1 = g2.

## Propriétés
- Le composé de deux monomorphismes est un monomorphisme.
- Pour tout objet {\displaystyle X} d'une catégorie {\displaystyle {\mathcal {C}}}, la flèche unité {\displaystyle 1_{X}} de {\displaystyle Hom(X,X)} est un monomorphisme.
- Si la flèche produit {\displaystyle vu} est un monomorphisme, alors la flèche {\displaystyle u} est un monomorphisme.
- D'après les deux propriétés précédentes, toute section (c'est-à-dire tout morphisme inversible à gauche) est un monomorphisme[6]. Les sections sont aussi appelées des split monos[réf. souhaitée] ou monomorphismes directs[3].
- Un morphisme f : X → Y est un monomorphisme si et seulement si le produit fibré de f par f existe et est égal à X (muni des applications idX)[7].
- Tout noyau est un monomorphisme.

## Concepts liés
- Il existe aussi les concepts de monomorphisme régulier, monomorphisme fort et monomorphisme extrémal. Un monomorphisme régulier égalise un couple de morphismes. Un monomorphisme extrémal est un monomorphisme qui ne peut être factorisé que de manière triviale à l'aide d'un épimorphisme : plus précisément, si m = g ∘ e avec e un épimorphisme, alors e est un isomorphisme. Un monomorphisme fort vérifie une certaine propriété de relèvement par rapport aux carrés commutatifs impliquant un épimorphisme[évasif].
- Dans une catégorie {\displaystyle {\mathcal {C}}} une famille de flèches {\displaystyle (u_{i})_{i\in I}} ayant toutes la même source est dite famille monomorphique si tout couple de flèches {\displaystyle (x,y)} vérifiant les égalités {\displaystyle \forall i\in I,u_{i}x=u_{i}y} vérifie aussi {\displaystyle x=y}[3]..